# Pista cristata
Pista cristata är en art av havsborstmaskar som först beskrevs av Otto Friedrich Müller 1776. Pista cristata ingår i släktet Pista och familjen Terebellidae. Arten är reproducerande i Sverige. Utöver nominatformen finns också underarten P. c. capensis.